# Charaxes faroensis
Charaxes faroensis är en fjärilsart som beskrevs av Ribbe 1910. Charaxes faroensis ingår i släktet Charaxes och familjen praktfjärilar. Inga underarter finns listade i Catalogue of Life.